# John M. Parker
Pour les articles homonymes, voir John Parker (homonymie) et Parker.
John M. Parker, né le 16 mars 1863 et mort le 20 mai 1939. Il a été le gouverneur de la Louisiane du 11 mai 1920 au 13 mai 1924. 